# Květen 2018

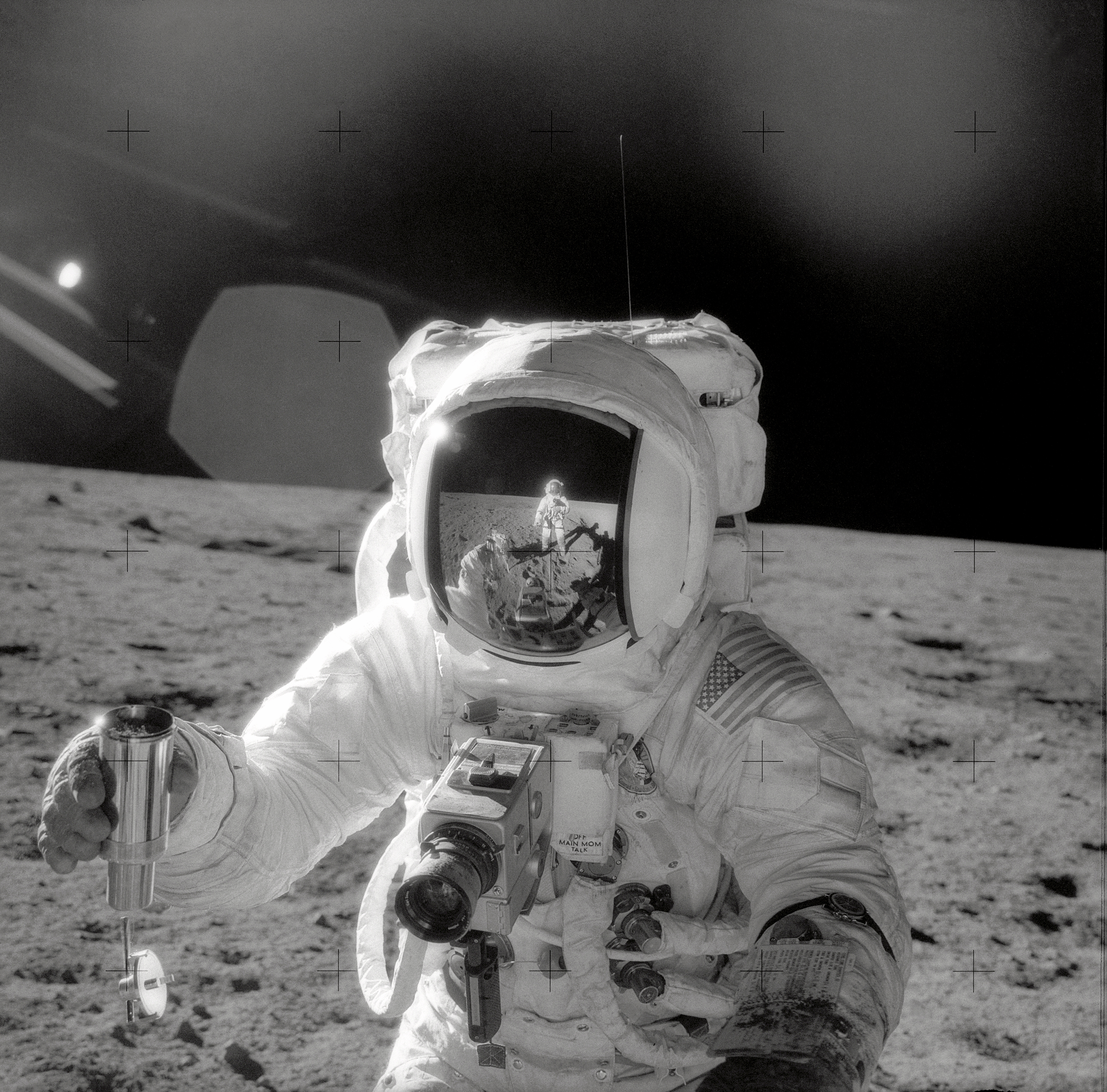
Alan Bean

1. května – úterý
 Nejméně 27 lidí bylo zabito a 56 zraněno během série sebevražedných bombových útoků na muslimské věřící v nigerijském městě Mubi. Podezření ze spáchání útoku padá na teroristickou organizaci Boko Haram.
2. května – středa
 Baskická teroristická organizace ETA ukončila svojí činnost.
3. května – čtvrtek
 Ozbrojené síly Spojených arabských emirátů obsadily jemenský ostrov Sokotra v Arabském moři.
 Občanská válka v Sýrii: Povstalecké skupiny ovládající v jižní Damašek a oblast severně od města Homs složily zbraně.
 Nejméně 90 mrtvých si vyžádala mimosezónní písečná bouře v indických státech Rádžasthán a Uttarpradéš.
 Hraniční přechod Zdoňov - Łączna v byl dočasně zavřen.
4. května – pátek
 Švédská akademie oznámila, že kvůli skandálu týkajícímu se sexuálního obtěžování neudělí v roce 2018 Nobelovu cenu za literaturu.
 Kolem 2 000 španělských psychologů a klinických psychiatrů podepsalo otevřený dopis ohrazující se proti osvobozujícímu rozsudku pro pětici mužů obviněných z hromadného znásilnění dívky ve městě Pamplona.
5. května – sobota
 Sedm horníků je pohřešováno po důlním otřesu v polském dole Zofiówka u města Jastrzębie-Zdrój.

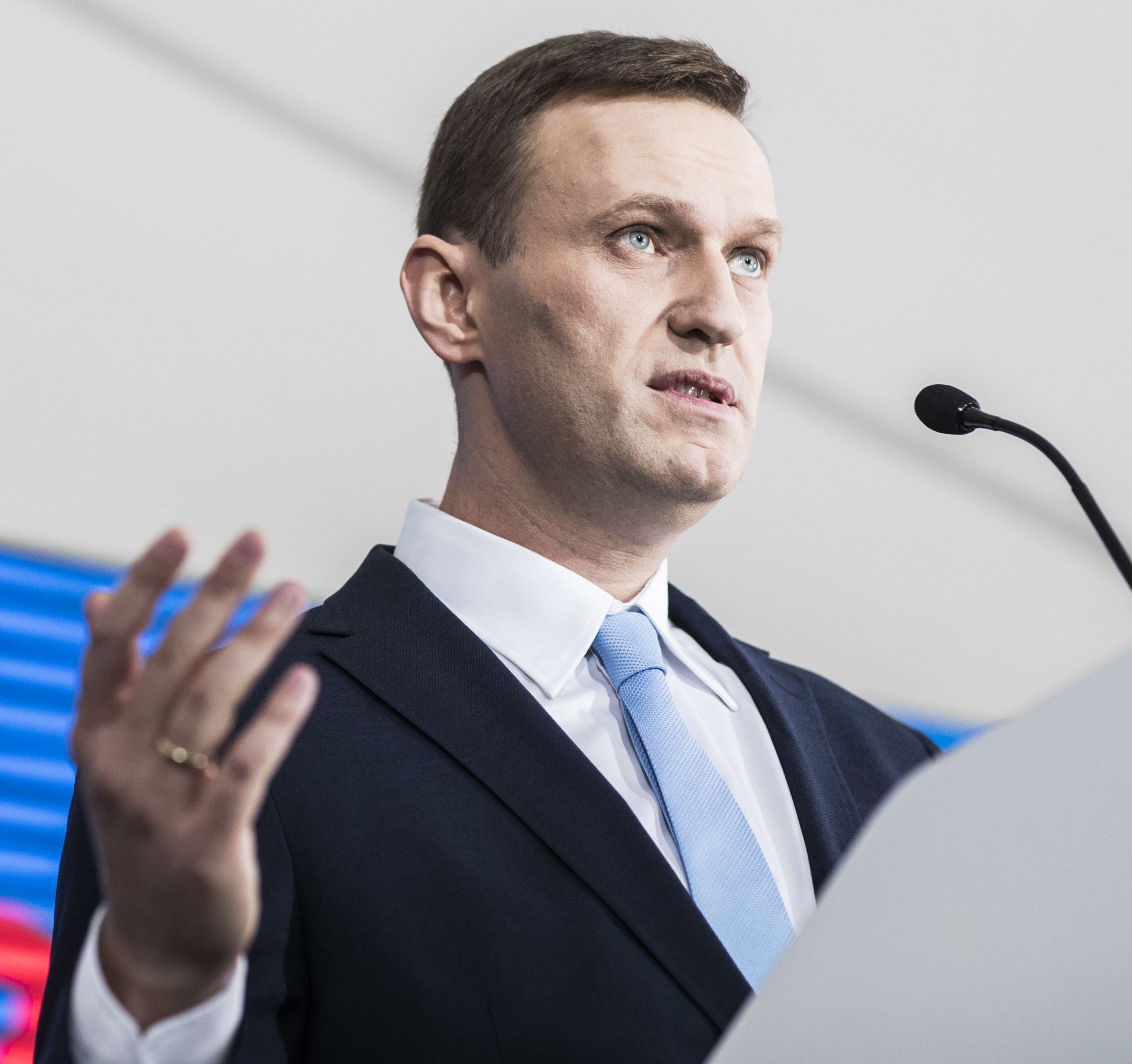
Alexej Navalný

 Ruská policie zadržela kolem 300 demonstrantů při protivládních protestech organizovaných opozičním předákem Alexejem Navalným (na obrázku).
 InSight, meziplanetární sonda NASA, která má za úkol zkoumat seismiku a vnitřní stavbu Marsu, odstartovala z Vandenbergovy letecké základny v Kalifornii.
 Zemětřesení o síle 6,9 stupně momentové škály provázené masivní erupcí sopky Kilauea způsobilo poškození majetků na ostrově Havaj.
8. května – úterý
 Izraelské vojenské letectvo na provedlo nálet na íránské vojenské cíle jižně od Damašku, zatímco velitelství protivzdušné obrany na Golanských výšinách vyhlásilo pohotovost kvůli „aktivitám Íránem podporovaných sil“.
 Spojené státy americké jednostranně odstoupily od dohody o íránském jaderném programu.

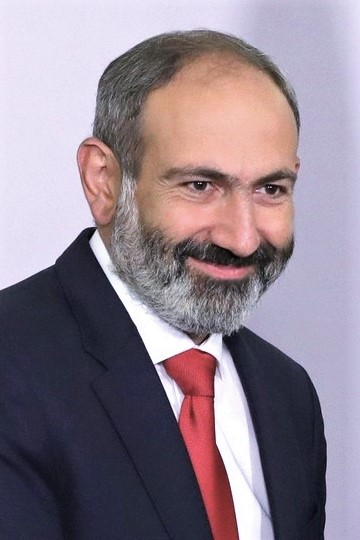
Nikola Pašinjan

 Novým premiérem Arménie byl zvolen opoziční lídr Nikola Pašinjan (na obrázku).
9. května – středa
 Český prezident Miloš Zeman spolu s manželkou přicestoval do Polska na státní návštěvu.
10. května – čtvrtek
 Opoziční koalice vedená bývalým premiérem Mahathirem Mohamadem porazila v malajsijkých parlamentních volbách Národní frontu stávajícího premiéra Najiba Razaka, která zemi vládla od vyhlášení nezávislosti roku 1957. Mahathir se tak ve věku 92 let stal nejstarším zvoleným premiérem.
 Desítky lidí zabila přívalová vlna z protržené zavlažovací nádrže na růžové plantáži v centrální Keni 190 km od hlavního města Nairobi.
 Z území Sýrie bylo vypáleno 20 íránských raket směřujících na Izraelem okupované Golanské výšiny. Izraelské vojenské letectvo následně podniklo rozsáhlý nálet na íránské vojenské cíle v Sýrii.
12. května – sobota

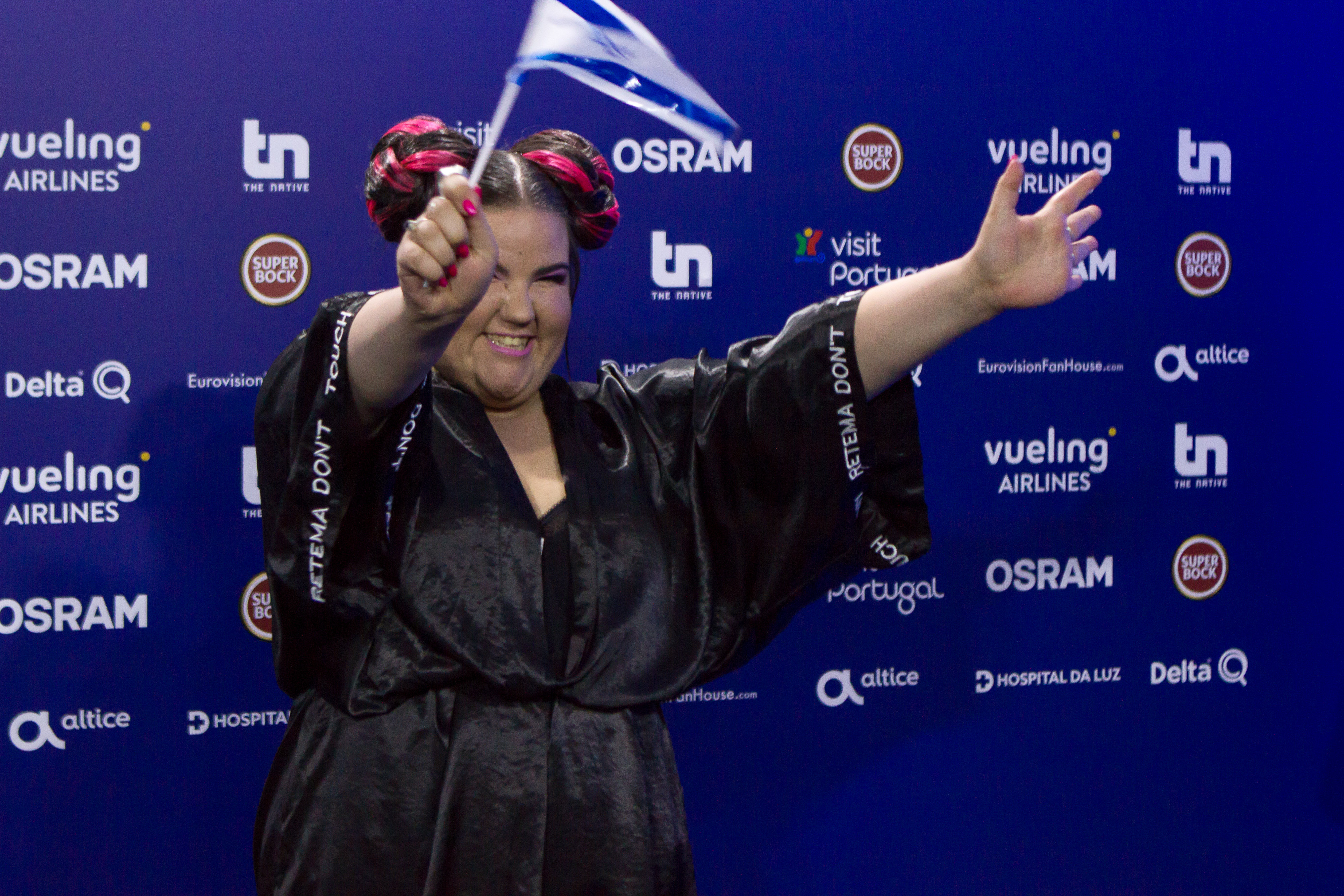
Netta Barzilai

  Vítězem Eurovision Song Contest 2018 se stala izraelská zpěvačka Netta Barzilai (na obrázku) s písní „Toy“.
 Česká tenistka Petra Kvitová se titulem na Madrid Open stala první trojnásobnou vítězkou madridského turnaje a také první hráčkou se čtyřmi singlovými trofejemi v sezóně 2018.
13. května – neděle
 Nejméně 13 lidí bylo zabito při sérii sebevražedných bombových útoků sympatizantů Islámského státu na tři kostely v indonéském městě Surabaja na východě ostrova Jáva.
14. května – pondělí
 Spojené státy americké oficiálně přesunuly svojí ambasádu do Jeruzaléma.
 Nejméně 62 Palestinců včetně 50 členů Hamásu bylo zabito izraelskými bezpečnostními silami při protestech ke dni Nakba v Pásmu Gazy.

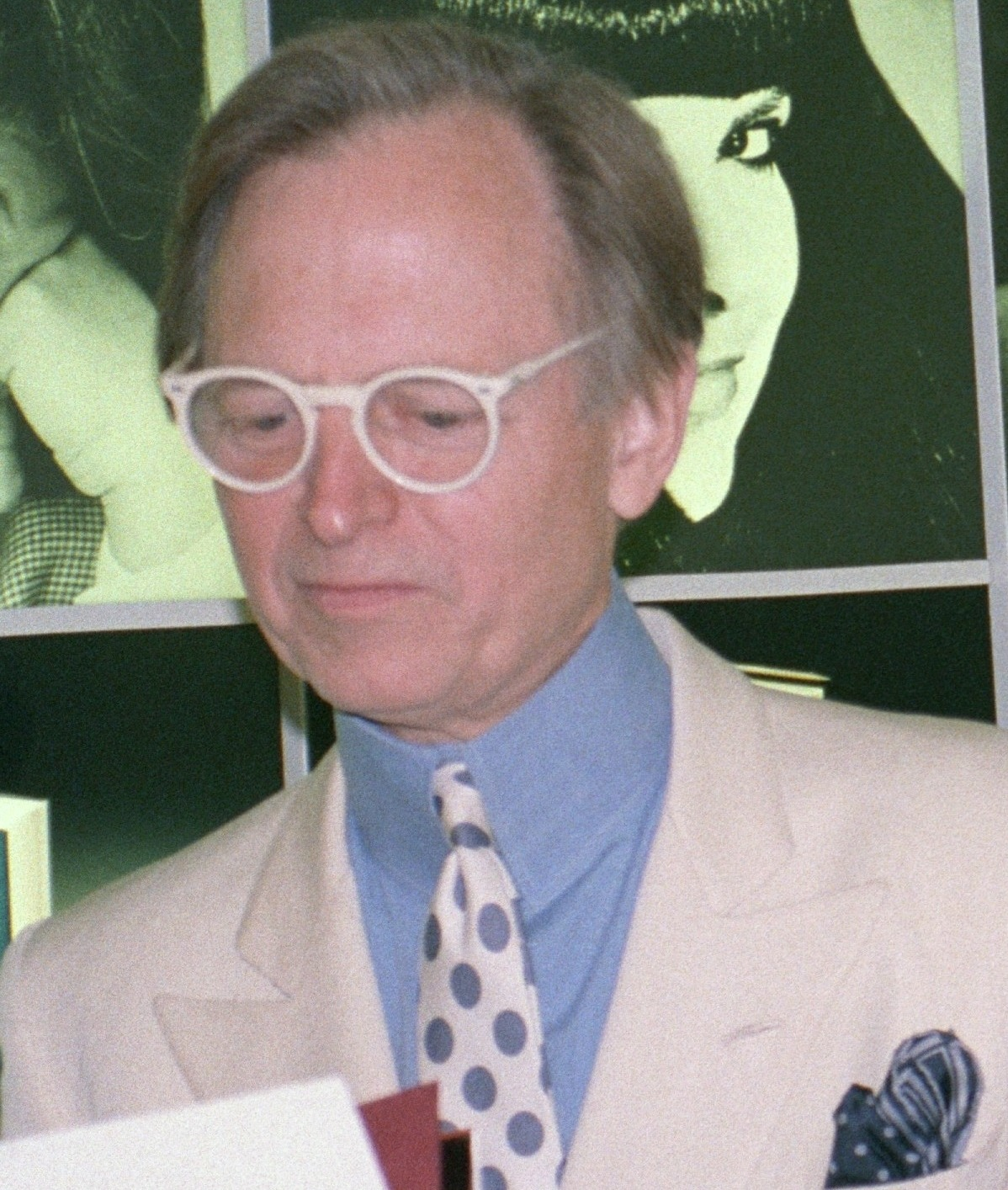
Tom Wolfe

 Ve věku 87 let zemřel americký spisovatel Tom Wolfe (na obrázku).
15. května – úterý
 Nejméně 63 lidí bylo protiprávně deportováno ze Spojeného království v důsledku chyby britského ministerstva vnitra.

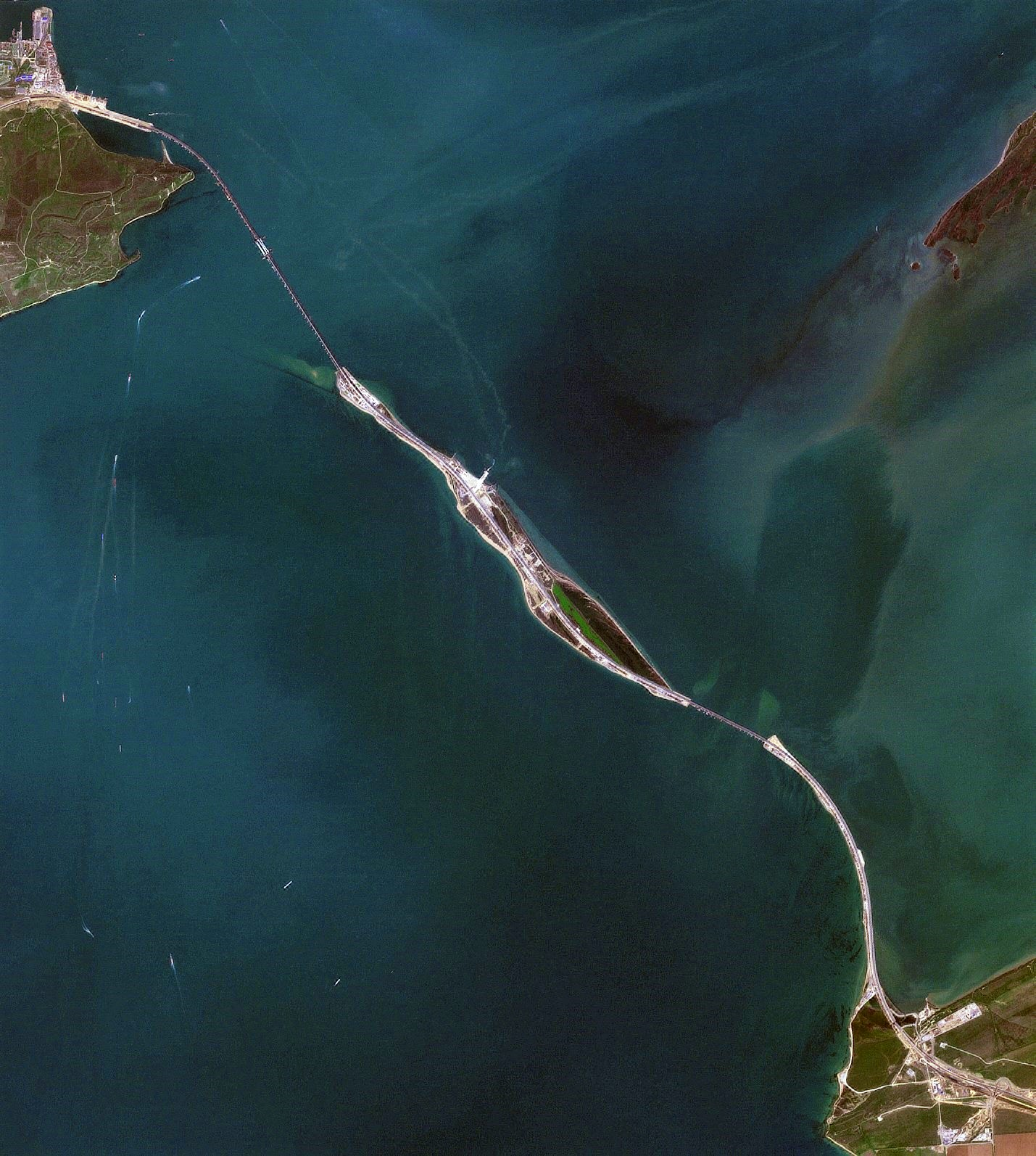
Krymský most ve výstavbě ze satelitu

 Slavnostního otevření Krymského mostu (na obrázku) se zúčastnil Vladimir Putin.
18. května – pátek
 V kubánské Havaně se zřítil Boeing 737, v němž cestovalo 113 lidí. Nehoda národní společnosti Cubana de Aviación si vyžádala asi 100 mrtvých.
 Britský dvojitý agent Sergej Skripal byl propuštěn z nemocnice v Salisbury, kde byl hospitalizován po otravě novičkem.
 Všichni chilští biskupové ze 34 zemských diecézí nabídli papeži Františkovi svou rezignaci kvůli krytí sexuálního zneužívání.
Nejméně 8 lidí bylo zabito pří střelbě na střední škole v texaském městečku Santa Fe poblíž Galvestonu.
19. května – sobota
 Na anglickém hradě Windsoru proběhla svatba prince Henryho a Meghan Markleové.
 Irácké parlamentní volby vyhrála koalice nacionalistického duchovního Muktady Sadra, zatímco koalice stávajícího premiéra Hajdara Abádího skončila na třetím místě.
20. května – neděle
 Obraz Původ pravdy od malířky Toyen se na aukci prodal za 9,4 mil. Kč.
21. května – pondělí
 Bojovníci Islámského státu v bývalém palestinském uprchlickém táboře Jarmúk na jihu Damašku se vzdali vládním vojskům. Vláda Bašára al-Asada tak poprvé od začátku občanské války získala plnou kontrolu nad hlavním městem.

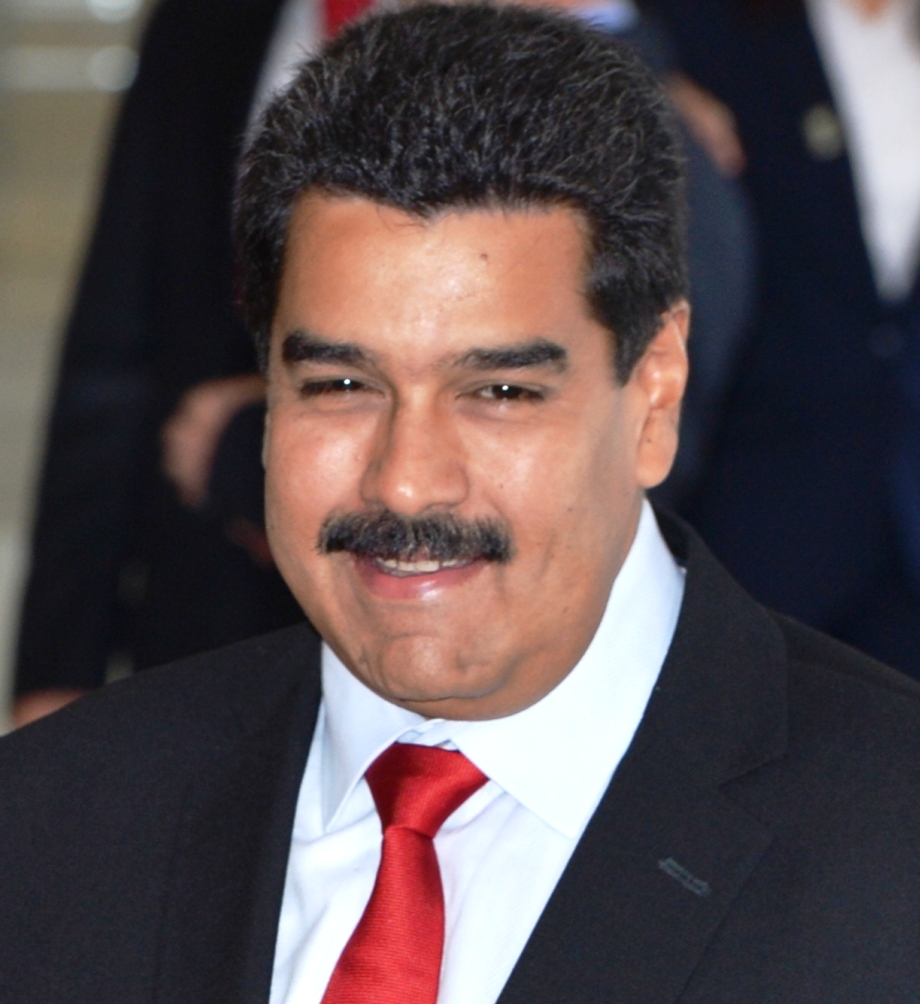
Nicolás Maduro

 Venezuelský prezident Nicolás Maduro (na obrázku) obhájil v předčasných prezidentských volbách svůj mandát.
22. května – úterý
 Ve věku 85 let zemřel americký spisovatel Philip Roth.
23. května – středa

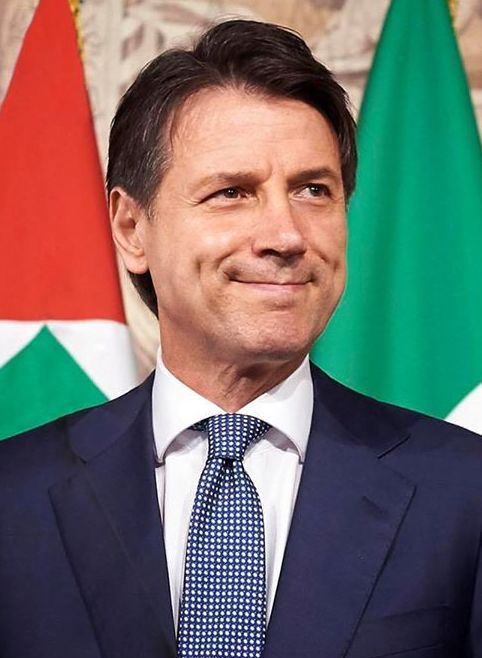
Giuseppe Conte

 Giuseppe Conte (na obrázku) byl jmenován novým italským premiérem.
24. května – čtvrtek
 Americký prezident Donald Trump zrušil zamýšlenou schůzku s vůdcem KLDR Kim Čong-unem v Singapuru, která se měla konat 12. června 2018. Důvodem jsou prý nenávistné výroky a kroky ze strany Severní Korey. Schůzka mezi oběma státními představiteli měla být pokračováním zlepšování vztahů mezi USA a KLDR z poslední doby. Zrušení této schůzky naopak vyvolalo v Severní Koreji velmi negativní reakci.
 Severní Korea zničila za přítomnosti zahraničních novinářů testovací polygon, který používala k testováni jaderných zbraní.
25. května – pátek
 V celé Evropské unii začalo platit Obecné nařízení o ochraně osobních údajů zkráceně GDPR.
 Austrálie a Nizozemsko oficiálně obvinily Rusko z částečné odpovědnosti za střelení letu Malaysia Airlines 17 během konfliktu v Donbasu.
26. května – sobota

 Ve věku 86 let zemřel americký astronaut Alan Bean (na obrázku) účastník misí Apollo 12 a Skylab 3.
 Cyklón Mekunu zasáhl pobřeží Ománu u města Salála a do země přinesl vítr dosahující rychlosti 185 km/h a přívalový déšť, který překonal roční srážkový úhrn. V Ománu a na jemenském ostrově Sokotra si vyžádal nejméně 11 mrtvých.
 Skupina demonstrantů narušila v Divadle Husa na provázku inscenaci hry Naše násilí bosensko–chorvatského režiséra Olivera Frljiće.

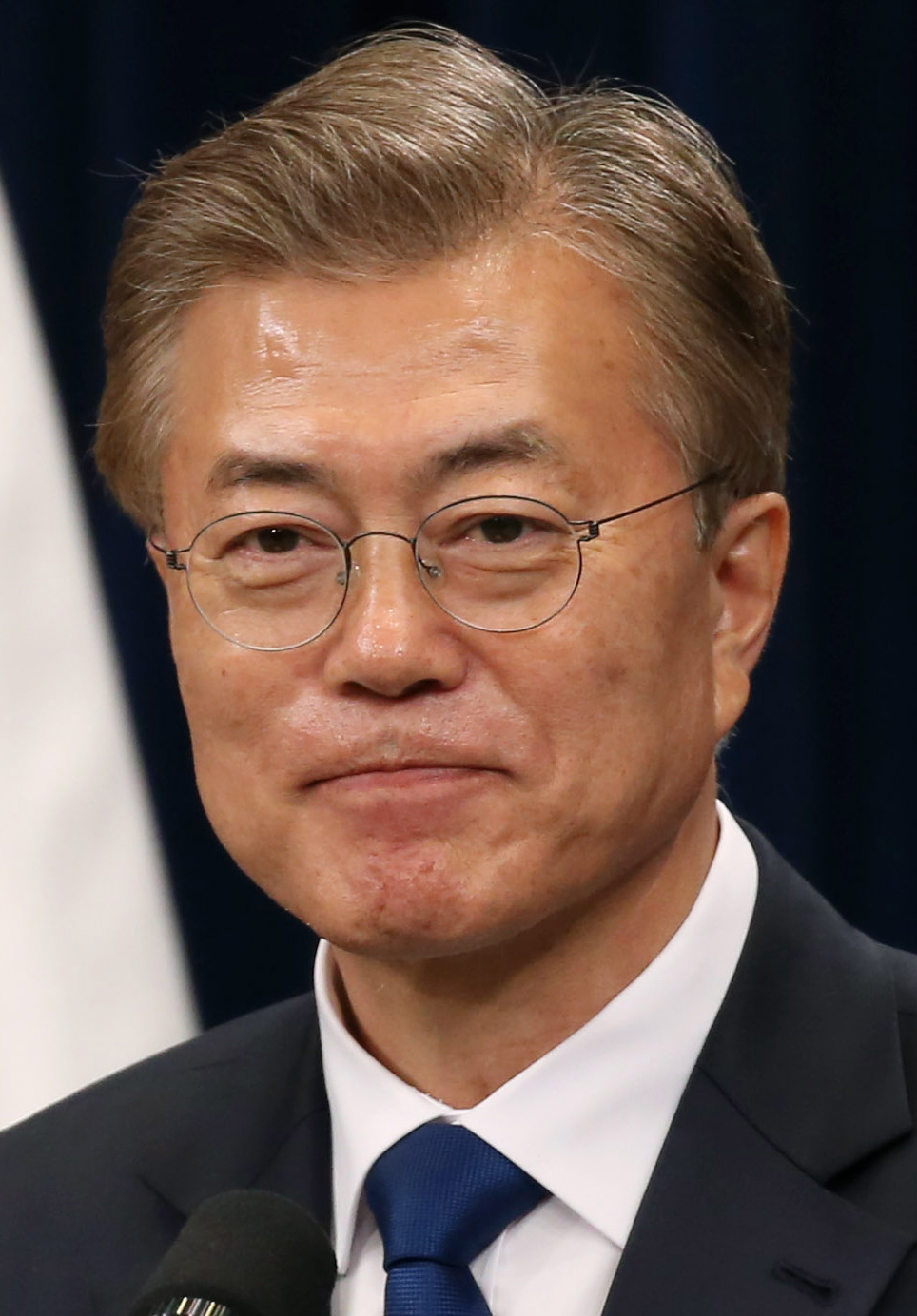
Mun Če-in

 Jihokorejský prezident Mun Če-in (na obrázku) se v demilitarizovaném pásmu opětovně setkal se svým severokorejským protějškem Kim Čong-unem.
 Irští voliči v referendu schválili zrušení ústavního zákazu potratů v zemi.
31. května – čtvrtek
 Nejméně šest lidí bylo zabito při protestech proti vládě Daniela Ortega v Managui, hlavním městě Nikaragui. Během protivládních protestů bylo zabito nejméně 60 lidí.